# Joachim Bär
Joachim Bär (ur. 7 września 1941) – niemiecki lekkoatleta, skoczek o tyczce. W czasie swojej kariery startował w barwach Niemieckiej Republiki Demokratycznej.
Zdobył brązowy medal w skoku o tyczce na europejskich igrzyskach halowych w 1969 w Belgradzie; wyprzedzili go jedynie jego kolega z reprezentacji NRD Wolfgang Nordwig oraz Hennadij Błyznecow ze Związku Radzieckiego. Na mistrzostwach Europy w 1969 w Atenach zajął w tej konkurencji 6. miejsce.
Bär był wicemistrzem NRD w skoku o tyczce w 1965, 1966 i 1968. W hali był mistrzem NRD w tej konkurencji w 1967 i 1968 oraz wicemistrzem w 1965, 1969 i 1970.
Jego rekord życiowy w skoku o tyczce wynosił 5,20 m. Został ustanowiony 5 września 1969 w Berlinie. Reprezentował klub SC Dynamo Berlin.